# Zwölf ethische Grundsätze der Bahai
Im Jahr 1912 stellte ʿAbdul-Bahāʾ in seinen Ansprachen in Paris zwölf ethische Grundsätze aus den Lehren Bahāʾullāhs besonders heraus. Diese zentralen Lehrsätze der Bahai dominierten bis in die achtziger Jahre des zwanzigsten Jahrhunderts die Rezeption der Religion im Westen, die vor allem als humanitäre Friedensbewegung wahrgenommen wurde. Die spirituellen und philosophischen Lehren Bahāʾullāhs, wie zum Beispiel über das Wesen der menschlichen Seele oder das Leben nach dem Tod, erfuhren erst in den letzten Jahrzehnten ein größeres Interesse. Die sogenannten zwölf ethischen Grundsätze sind keine im Wortlaut festgeschriebenen Gebote und wurden von ʿAbdul-Bahāʾ zu unterschiedlichen Zeiten unterschiedlich formuliert. Folgende sinngemäße Aufzählung gibt die am häufigsten zitierte Einteilung mit einigen kurzen Erläuterungen wieder:
1. Die ganze Menschheit ist als Einheit zu betrachten.
Einheit und Vielfalt stellt für die Bahai dabei keinen Widerspruch dar. Kulturelle Vielfalt wird begrüßt und gefördert, die Menschheit zugleich als Einheit betrachtet, da alle Menschen (und Religionen) durch das Wirken derselben Gottheit erschaffen wurden. Bahāʾullāh formulierte: „Die Erde ist nur ein Land, und alle Menschen sind seine Bürger.“
2. Alle Menschen müssen die Wahrheit selbständig erforschen.
Der Glaube eines Menschen hängt nur von ihm selbst ab. Es gibt daher keinen Klerus, der den Glauben vermittelt. Die Heiligen Schriften sollen von allen Gläubigen selbst gelesen und interpretiert werden. Das Menschenbild erzieht zu Mündigkeit und Selbstbestimmtheit. In den Gemeinden in Südamerika, Afrika und Indien wurden zahlreiche Alphabetisierungsprogramme insbesondere für junge Frauen ins Leben gerufen.
3. Alle Religionen haben eine gemeinsame Grundlage.
Die Bahai lehren, dass sich derselbe Gott in allen Religionen offenbart. Jede Religion habe zeitbezogene und ewige Aspekte. Während sich soziale Gebote unterschieden, weil sie der Zeit und dem Kulturkreis angepasst seien, sei der mystische Kern der Religionen immer derselbe, obwohl er in unterschiedliche Worte gefasst werde.
4. Die Religion muss die Ursache der Einigkeit und Eintracht unter den Menschen sein.
Religion, die zu Zwietracht oder gar Gewalt führe, gilt als Missbrauch der Religion. Wenn Religion zu Zwist und Uneinigkeit führe, so ʿAbdul-Bahāʾ, sei es besser, auf sie zu verzichten.
5. Die Religion muss mit Wissenschaft und Vernunft übereinstimmen.
Nach dem Glauben der Bahai erklärt die Religion Zusammenhänge, die jenseits des wissenschaftlich Erfahrbaren liegen. Wissenschaften und Religionen sollten sich daher ergänzen und nicht widersprechen. Religion ohne Wissenschaft führe zu Aberglaube, Wissenschaft ohne Religion zu Materialismus. Beides wird abgelehnt.
6. Mann und Frau haben gleiche Rechte.
Die Bahai sehen die Menschheit mit der Offenbarung Bahāʾullāhs in ein neues Zeitalter eintreten, in welchem „Gewalt ihr Gewicht verliert“ und „die männlichen und weiblichen Elemente der Kultur besser ausgeglichen sein werden“. Das „neue Zeitalter“ werde weniger männlich und mehr von „weiblichen Leitbildern“ – wie zum Beispiel Intuition und Fürsorge – durchdrungen sein.[1]
7. Vorurteile jeglicher Art müssen abgelegt werden.
Damit sind sowohl rassistische wie religiöse Vorurteile gemeint. So gibt es bei den Bahai zum Beispiel keinen Erlösungsglauben, der die Menschen in „Gläubige“ und „Ungläubige“ einteilt.
8. Der Weltfrieden muss verwirklicht werden.
Weltfriede ist für die Bahai keine rein eschatologische Erwartung, sondern bedarf des menschlichen Bemühens. Weltfriede impliziert Religionsfriede und die Anerkennung der Gleichwertigkeit aller Menschen, gleich welcher Rasse oder Klasse. Abrüstung und die Etablierung eines Völkerbundes sind die ersten Schritte auf diesem Weg. 1985 richtete die Gemeinde eine Friedensbotschaft an die Völker der Welt.[2]
9. Beide Geschlechter müssen die beste geistige und sittliche Bildung und Erziehung erfahren.
Damit ist nicht nur die Erziehung in der Familie gemeint, sondern die allgemeine Schulpflicht. Reichen die Mittel nicht für alle Kinder aus, werden Mädchen als „erste Erzieher der nächsten Generation“ bevorzugt.
10. Die soziale Frage muss gelöst werden.
ʿAbdul-Bahāʾ bezog sich mit dieser Aussage 1912 auf die sozialpolitischen Probleme des Industriezeitalters und die damit verbundenen gesellschaftlichen Spannungen. Die Bahai engagieren sich in wirtschaftlicher wie gesellschaftlicher Hinsicht für Ausgleich und Gerechtigkeit im Globalisierungsprozess. Organisationen wie das European Bahá'í Business Forum befassen sich damit inhaltlich.
11. Es muss eine Welthilfssprache und eine Einheitsschrift eingeführt werden.
Schon Bahāʾullāh betonte die Notwendigkeit einer Sprache, die die Völker der Erde gemeinsam wählen sollten, um sich damit weltweit verständigen zu können. Diese soll neben der Muttersprache erlernt werden. Faktisch ist dies innerhalb der Bahai-Gemeinde inzwischen Englisch, was nicht nur im Bahai-Weltzentrum genutzt wird, sondern auch als Konferenzsprache bei internationalen Tagungen.
12. Es muss ein Weltschiedsgerichtshof eingesetzt werden.
Trotz der zahlreichen Friedensprophezeiungen Bahāʾullāhs gehen die Bahai nicht davon aus, dass sich alle lokalen und globalen Konflikte künftig von allein lösen werden. Zur Klärung solcher Konflikte bedarf es nach Auffassung der Bahai nicht nur eines internationalen Gerichtshofes, sondern darüber hinaus einer international akzeptierten Polizei, die bei Bedarf berechtigt ist, in gewaltsame Konflikte friedensbewahrend einzuschreiten. In den Heiligen Schriften Bahāʾullāhs heißt es: Die Zeit muss kommen, da die gebieterische Notwendigkeit für die Abhaltung einer ausgedehnten, allumfassenden Versammlung der Menschen weltweit erkannt wird. Die Herrscher und Könige der Erde müssen ihr unbedingt beiwohnen, an ihren Beratungen teilnehmen und solche Mittel und Wege erörtern, die den Grund zum Größten Weltfrieden unter den Menschen legen.[3]